# Lilian Kummer
Pour les articles homonymes, voir Kummer.
Lilian Kummer, née le 8 juillet 1975 à Riederalp, est une skieuse alpine suisse, qui a mis fin à sa carrière sportive à la fin de la saison 2004.

## Carrière
Elle obtint son seul succès en coupe du monde le 28 décembre 2001 lors d'un slalom géant à Lienz. Par la suite, après deux saisons en demi-teintes en coupe du monde, elle retourne en coupe d'Europe, où elle obtient deux victoires, et  met un terme à sa carrière en devenant championne de Suisse de slalom géant en 2004.

## Championnats du monde
- 4e à Saint Anton en 2001 en Autriche

### Coupe du monde
- 1 victoire en slalom géant à Lienz en 2002